# Stift Vreden
Das Damenstift Vreden wurde spätestens 839 als eines der ersten westfälischen Frauenstifte in Vreden gegründet. Es war im Mittelalter zeitweise reichsunmittelbar. Im Jahr 1810 wurde es aufgehoben.

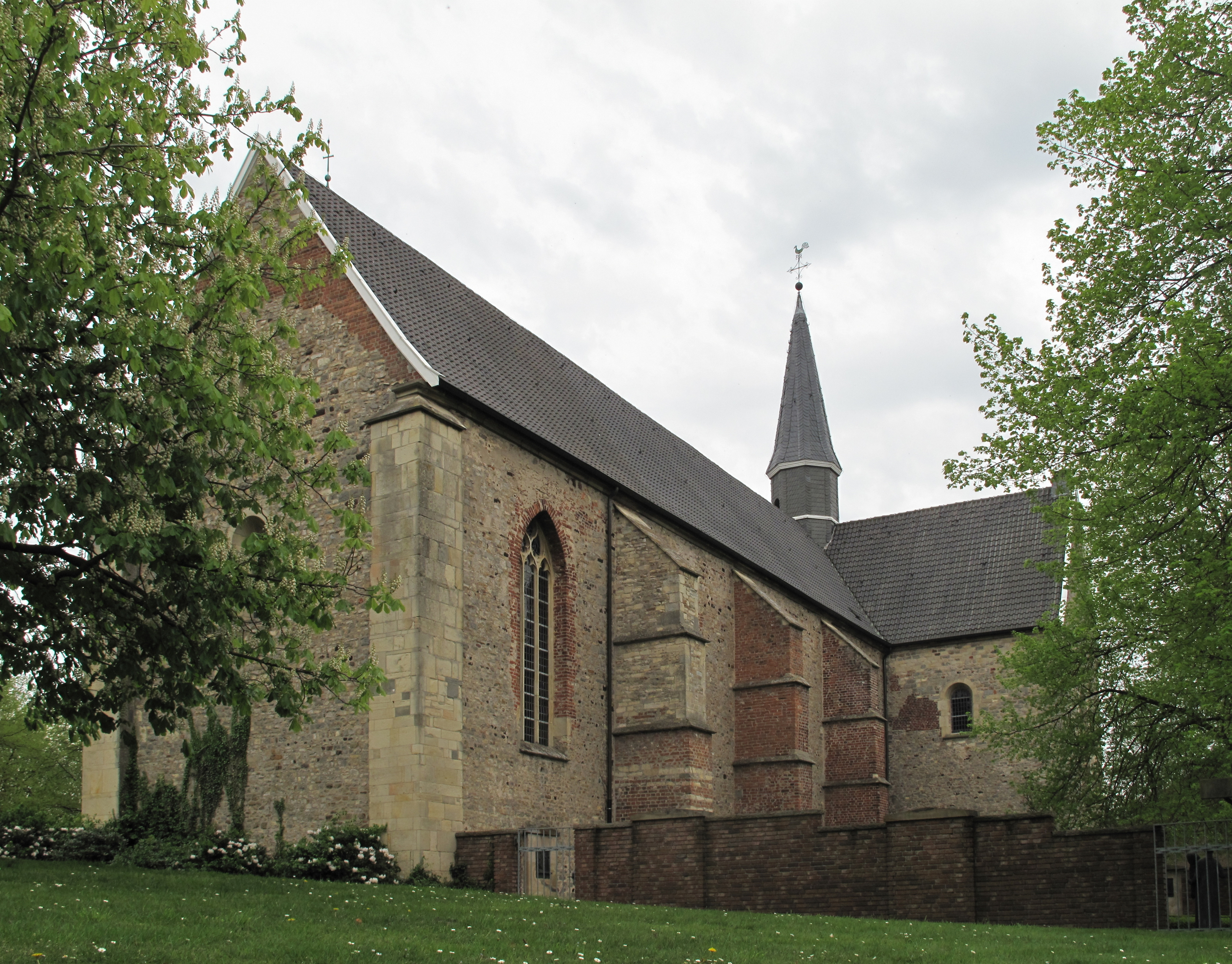
Stiftskirche St. Felicitas

## Geschichte
Möglicherweise war Vreden schon vor der Bekehrung zum Christentum Ende des 8. Jahrhunderts eine Art Missionsstützpunkt für weite Teile des Münsterlandes. Der Ort lag an einer alten Fernhandelsstraße, die vom niederländischen Raum kam. Der Name des Stifters ist mit Walbert überliefert, der mutmaßlich aus dem Geschlecht der Billunger stammte. Walbert ließ 839 die Reliquien verschiedener Heiliger nach Vreden bringen. Daran beteiligt war auch Bischof Altfried von Münster. Dies gilt als Abschluss der Stiftsgründung. Walbert wurde im Stift beigesetzt. Das Damenstift war der Heiligen Felicitas geweiht. Es nahm nur Damen von hohem Adel auf. Erste Stiftskirche war eine Vorgängerkirche am Platz der heutigen Pfarrkirche St. Georg. Erst in der Zeit zwischen 1070 und 1100 verlor sie den Status als Stiftskirche an St. Felicitas.
Auf dem Umritt des neuen Königs Konrad II. besuchte dieser 1024 das Stift. Begrüßt wurde er von den Äbtissinnen Adelheid von Vreden und Sophia von Essen. Beide waren Töchter von Otto II. und dessen Gemahlin Theophanu. Auch in der folgenden Zeit war das Stift mit den Kaisern eng verbunden. Eine Tochter von Heinrich III. war Äbtissin. Einige der Äbtissinnen waren in Personalunion auch Äbtissinnen von Essen.
Das Stift war reichsunmittelbar bis 1085. Danach schenkte es Kaiser Heinrich IV. dem Bremer Bischof Liemar. Nach einer Unterbrechung erlangte es den Status der Reichsunmittelbarkeit wieder und behielt ihn bis in die zweite Hälfte des 12. Jahrhunderts. Im Jahr 1261 unterwarf sich die Äbtissin von Vreden dem Bischof von Münster. Das war das Ende der Reichsunmittelbarkeit.
Als Norbert von Xanten im Jahr 1115 dem Stift Vreden einen Besuch abstatten wollte, wurde er der Legende nach auf dem Ritt dorthin kurz vor Vreden durch einen Blitzeinschlag vom Pferd geworfen und bekehrt.
Während der Bredevoorter Fehde 1324 plünderten Truppen Rainalds II. von Geldern das Stift. Dabei kam es zu einem Brand, der das Stiftsarchiv zerstörte.
Im 18. Jahrhundert wirkte der Historiograph Jodocus Hermann Nünning als Scholaster im Stift.

## Baulichkeiten

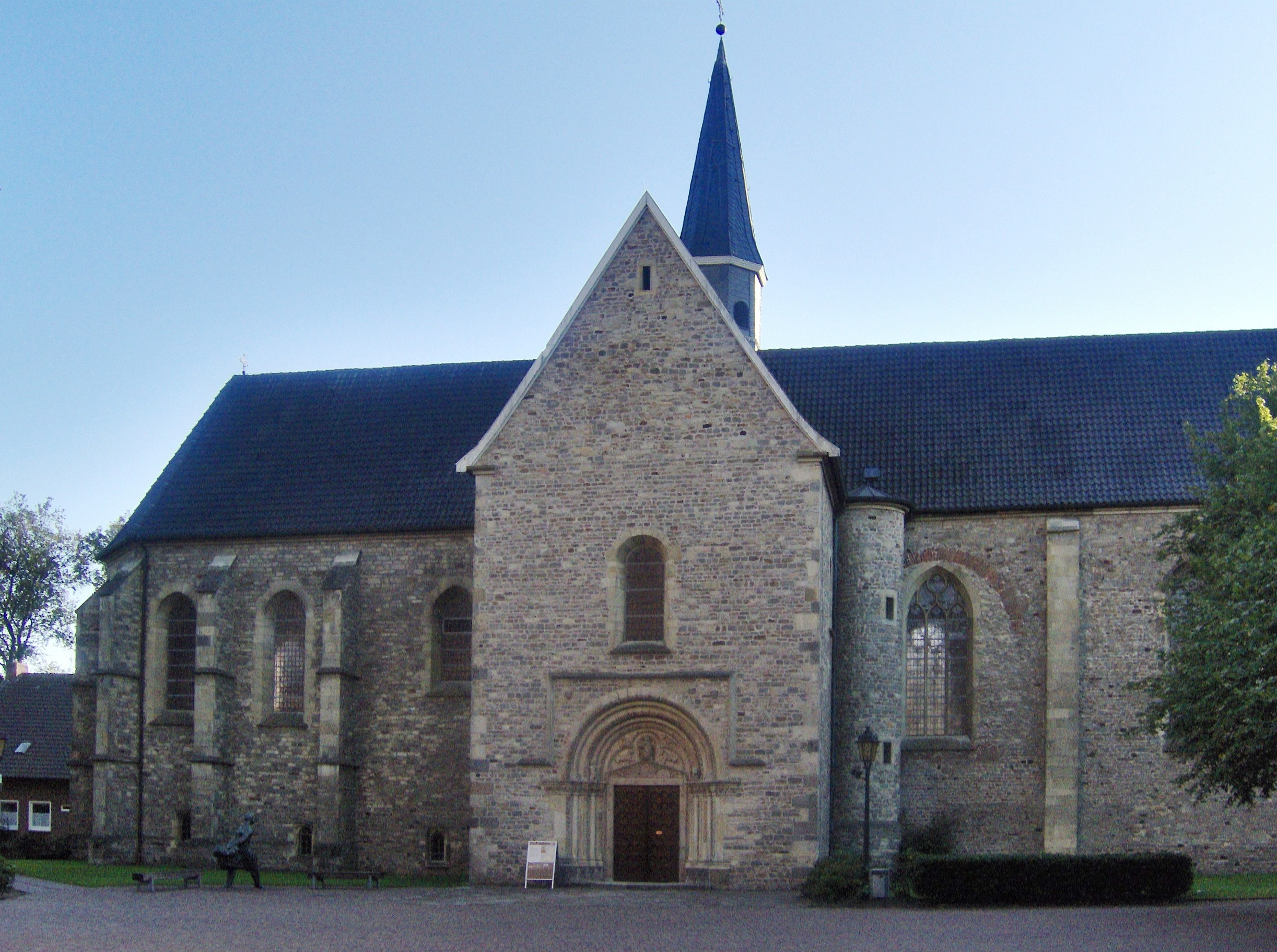
Ansicht von Norden mit Portal aus St. Georg (2013, vor Umgestaltung des Kirchplatzes)

Die Vredener Stiftskirche St. Felicitas stammt wie ein karolingischer Vorgängerbau der unmittelbar benachbarten heutigen Pfarrkirche St. Georg aus dem 9. Jahrhundert. Im 11. Jahrhundert erhielt sie eine bis heute erhaltene Hallenkrypta. Diese befand sich unter einer älteren Kirche und liegt jetzt unter dem Chor der heutigen Kirche. Die Krypta ist eine dreischiffige, vierjochige Halle mit Kreuzgratgewölbe. Zu einem nicht ganz klaren Zeitpunkt, entweder in der ersten Hälfte des 12. Jahrhunderts oder erst um 1170/80, entstand der heutige Kirchenbau. Die Kirche ist ein langgestreckter, einschiffiger und vierjochiger Saalbau mit Vierung und quadratischen Querhausarmen. Im Jahr 1427 wurde der Chor neu erbaut. Im 16. Jahrhundert wurde die Wölbung im östlichen Langhausjoch erneuert. Im folgenden Jahrhundert kam es zum Bau neuer Gebäude des Stifts.
Nach der Aufhebung wurde die Anlage 1911 stark umgebaut. Am Ende des Zweiten Weltkriegs wurden der Chor und die Gewölbe von Langhaus und Krypta durch Bomben zerstört. Der Wiederaufbau erfolgte bis 1952. Seitdem ist das Portal der ebenfalls zerstörten Pfarrkirche St. Georg Nordportal der Stiftskirche. Nach einer umfassenden, mehrjährigen Sanierung wurde die Stiftskirche mit der feierlichen Rückholung des Allerheiligsten in den Tabernakel am 18. Dezember 2016 wieder in Dienst genommen.
Das Vredener Krankenhaus schloss sich unmittelbar an die Stiftskirche an. Ende der 1960er Jahre wurde das Krankenhaus an einen anderen Ort verlegt und das alte Gebäude vollständig niedergelegt, so dass sich heute eine Rasenfläche zwischen der Kirche und dem Stadtgraben erstreckt. Ein Kreuzweg sowie neben der Stiftskirche ein Fünffachstahlkreuz beziehungsweise Kreuz mit fünf Querbalken des Vredener Künstlers Adolf Erning erinnern an die religiöse Geschichte des Geländes.

## Ausstattung und Kirchenschatz
In der Kirche ist auch das Vredener Hungertuch von 1619 ausgestellt. Aus dem späten 15. Jahrhundert stammt der Marienleuchter.
Dem Stift gehörte eine Sammlung mittelalterlicher Reliquien, die in verschiedenen Typen von Reliquiaren – zumeist Goldschmiedearbeiten – aufbewahrt werden. Daneben stammen noch weitere Schatzobjekte wie Elfenbeindosen, Straußeneier und ähnliches aus stiftischem Besitz.
Die wertvollste Textilreliquie ist die sogenannte Sixtus-Kasel aus dem 7. oder 8. Jahrhundert.
Bei Ausgrabungen 1949/51 wurde ein bronzener Schreibgriffel aus dem ersten Drittel des 9. Jahrhunderts gefunden, mit dem einst Wachstafeln beschrieben werden konnten. Aus dieser frühen Zeit stammen aus Klangscheiben aus Bronze.
Eine Höllenszene und Inschriftenfragmente aus der Zeit um 1100 haben ebenfalls überdauert. Die Textbruchstücke aus Baumberger Sandstein gehörten zu einer Trennwand, die die westliche Michaelskapelle vom Kirchenschiff schied.

### Felicitasretabel

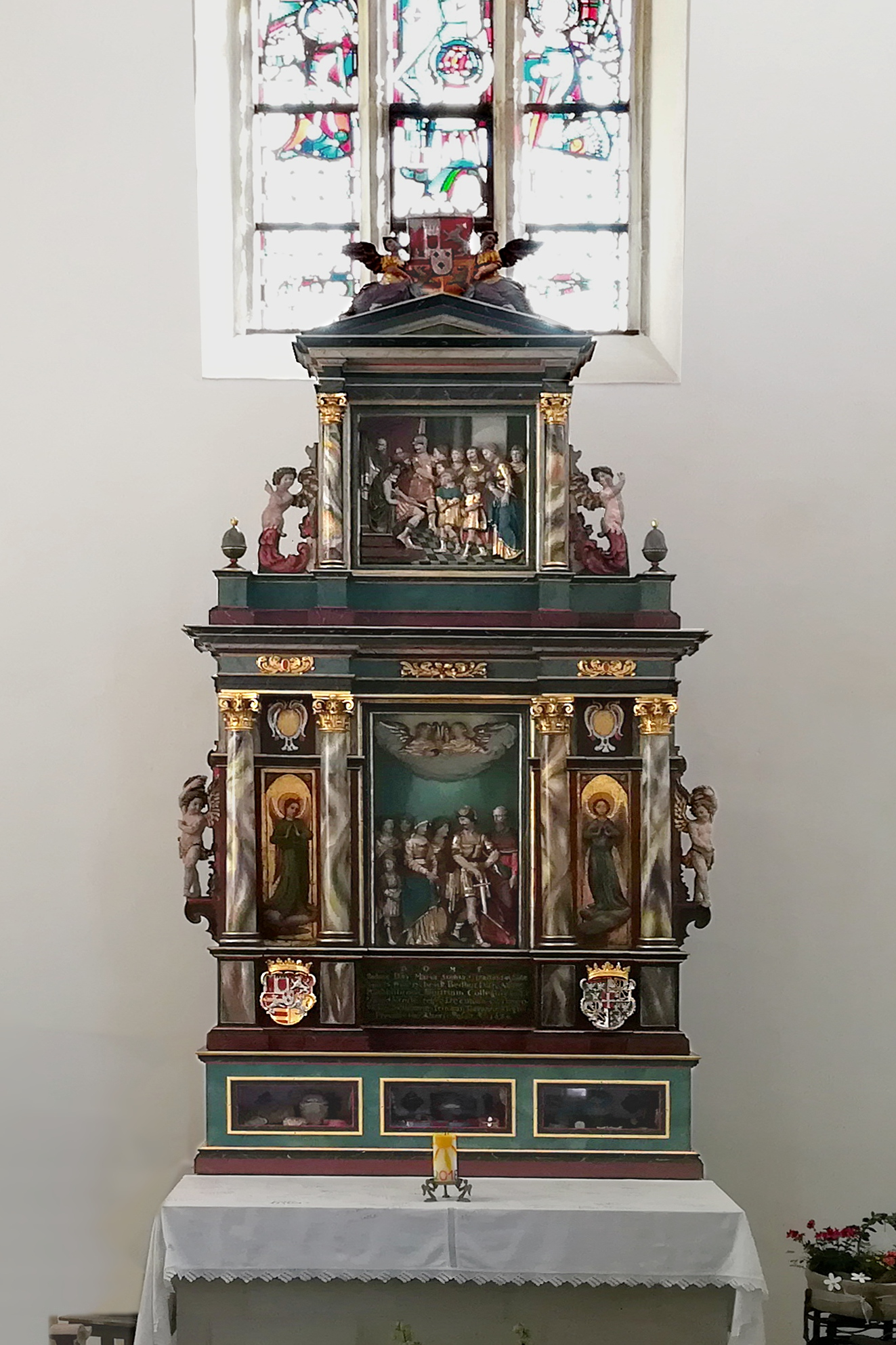
Felicitasretabel in der Stiftskirche

Auf dem Seitenaltar der Stiftskirche steht das sogenannte Felicitasretabel. Es war früher auch unter der Bezeichnung „Siebenbrüderretabel“ bekannt. Der ursprüngliche Standort des Altarretabels war an der Ostwand der Damenempore. 1747 wurde es in das westliche Langhausjoch versetzt und später eingelagert. 1910 wurde das Retabel zum Hauptaltar in der Hauskapelle der Arbeiterkolonie St. Antoniusheim Vreden. Nach der Profanierung der Kapelle wurde das Retabel von 2009 bis 2011 restauriert, bevor es in die Stiftskirche zurückkehrte.
Das Retabel wurde 2012 gemeinsam mit dem Altar von dem Münsteraner Bischof Felix Genn gesegnet und ist seither Gedenkort für verstorbene Kinder, deren Schutzpatronin die hl. Felicitas ist.
Das Retabel beinhaltet zwei große Darstellungen aus dem Leben der hl. Felicitas. Die Darstellung im „Auszug“ (oben) zeigt Felicitas vor der Verurteilung mit ihren sieben Söhnen (den sieben Brüdern) vor dem Richter. Das untere Relief widmet sich dem Martyrium von Felicitas und ihren Kindern. Dargestellt sind neben der Hauptfigur vier der Söhne, ein Soldat und ein weiter Mann. Die Szenerie im Hauptgeschoss wird von zwei Engeln flankiert, oben von zwei Putten.
Ferner zeigt das Retabel zwei Familienwappen: Unten links das Wappen der Familie Salm-Reifferscheidt, rechts das Wappen der Linie Leiningen-Dagsburg-Falkenburg.

## Äbtissinnen (unvollständig)
| Nr. | Name (Lebensdaten) | Abbatiat                 | Anmerkungen | Herkunft                  | Darstellung |
| --- | --- | ------------------------ | --- | ------------------------- | ----------- |
| 1.  | Bertradis * unbekannt † unbekannt                                                                                      | 0966–999                 | vermutl. Schwester des Wikbert |                           |             |
| 2.  | Hathui † 4. Juli 1014                                                                                                  | –1014                    | auch Äbtissin im Stift Gernrode | Billunger                 |             |
| 2.  | Adelheid I. * 977 † 14. Januar 1044 in Quedlinburg                                                                     | 1014–1044                | auch Äbtissin im Stift Quedlinburg, Stift Gandersheim und im Stift Gernrode                                                                           | Liudolfinger              |             |
| 3.  | Beatrix * 1037 † 13. Juli 1061                                                                                         | 1044–1061                | auch Äbtissin im Stift Gandersheim und im Stift Quedlinburg                                                                                           | Salier                    |             |
| 4.  | Adelheid II * 1045 (in Goslar?) † 11. Januar 1096 in Quedlinburg                                                       | 1061–1096                | auch Äbtissin im Stift Gandersheim und im Stift Quedlinburg                                                                                           | Salier                    |             |
| ?.  | Elisabeth * unbekannt † unbekannt                                                                                      | um 1172–1216             | auch Äbtissin vom Stift Essen und St. Maria im Kapitol in Köln                                                                                        |                           |             |
| ?.  | Ida II. von Sayn * unbekannt † unbekannt                                                                               | 1218–1241?               | | Haus Sayn                 |             |
| ?.  | Sophia von Puflike * unbekannt † 16. Mai 1316 in Vreden                                                                | 1296–1316                | |                           |             |
| ?.  | Lutgardis von Steinfurt * unbekannt † 1356?                                                                            | 1316–1349                | | Edelherren von Steinfurt  |             |
| ?.  | Elisabeth von Bare * unbekannt † unbekannt                                                                             | 1349–1355                | |                           |             |
| ?.  | Adelheid von Bentheim * unbekannt † 23. April 1387                                                                     | 1360-nach 1387           | Auf Adelheid folgte für kurze Zeit eine namentlich nicht bekannte Äbtissin, bevor Jutta von Ahaus das Amt übernahm                                    |                           |             |
| ?.  | Jutta von Ahaus * 1353 † 23. Januar 1408                                                                               | vor 16. Nov. 1388 – 1395 | bereits als Kind 1357 als Stiftsdame aufgenommen, langjährige Kellnersche des Stiftes, Pröpstin spätestens ab 24. Mai 1385                            | Edelherren von Ahaus      |             |
| ?.  | Kunegounde van Meurs * unbekannt † unbekannt                                                                           | 1395–1403                | |                           |             |
| ?.  | Maria Schenkin zu Erbach * unbekannt † unbekannt                                                                       | 1466–1511                | | Grafen von Erbach         |             |
| ?.  | Margareta von Beichlingen * unbekannt † 11. Dezember 1534                                                              | 1521–1534                | auch Fürstäbtissin vom Stift Essen | Grafen von Beichlingen    |             |
| ?.  | Gräfin Katharina von-Gleichen-Blankenhain * unbekannt † unbekannt                                                      | um 1534–                 | Dechantin im Damenstift Essen (1534), Pröpstin im Stift Rellinghausen                                                                                 | Grafen von Gleichen       |             |
| ?.  | Ermgart von Rietberg * unbekannt † 17. September 1579                                                                  | –1579                    | auch Äbtissin vom Stift Metelen | Grafen von Rietberg       |             |
| ?.  | Agnes von Limburg-Stirum * 18. September 1563 auf Kasteel de Wildenborch † 2. Januar 1645 in Vreden                    | um 1619                  | auch Äbtissin der Stifte Elten (1603–1645), Borghorst und Freckenhorst                                                                                | Grafen von Limburg-Stirum |             |
| ?.  | Gräfin Maria Sophie zu Salm-Reifferscheidt * 21. März 1620 † 8. Januar 1674                                            | vor 1669–1674            | auch Äbtissin im Reichsstift Elten | Salm (Adelsgeschlecht)    |             |
| ?.  | Gräfin Maria Franziska von Manderscheid-Blankenheim * unbekannt † unbekannt                                            | 1674–1708                | | Grafen von Manderscheid   |             |
| ?.  | Elizabeth van Hoyte * unbekannt † unbekannt                                                                            | ?–?                      | |                           |             |
| 38. | Walburga Maria Anna Truchsess von Waldburg-Zeil-Wurzach * (27. Februar 1730) † 16. November 1789                       | 1764–1789                | Nonne (1740), Äbtissin von St. Ursula in Köln (1784) und Stift Elten                                                                                  | Haus Waldburg             |             |
| 39. | Josepha Maria Anna Antonia Nepomucena von Salm-Reifferscheidt-Bedburg * 15. Juli 1731 in Wien † 23. Juni 1796 in Essen | 1790–1796                | 1790–1796 auch Äbtissin im Stift Elten | Salm (Adelsgeschlecht)    |             |
| 40. | Maria Theresia Josepha Truchsess von Waldburg-Zeil-Wurzach * 9. Dezember 1770 † 31. August 1805                        | 1796–1805                | Küsterin zu Elten, Nonne von St. Ursula in Köln (1786–1794)                                                                                           | Haus Waldburg             |             |
| 41. | Gräfin Maria Creszentia Fugger zu Stettenfels und Dietenheim * 21. Februar 1764 † 1834 in Vreden                       | 1805–1810                | Kanonikerin in Köln St. Ursula (Köln) (1777), Äbtissin in Köln St. Ursula (1790–1802), Dechantin in Elten (1790), letzte Äbtissin des Vredener Stifts | Fugger                    |             |

## Straßennamen
Am ehemaligen Standort des Klosters im Zentrum von Vreden erinnert der Straßenname Freiheit an das Stift und seine Reichsunmittelbarkeit.
Einige der Äbtissinnen und andere für das Stift bedeutende Damen wurden durch Straßennamen im Vredener Stadtbild verewigt. Die benannten Straßen befinden sich in einem zentral gelegenen Wohnviertel der Stadt und heißen: Adelheidstraße, Beatrixstraße, Bertradisstraße, Kreszentia-Straße, Maria-Franziska-Straße, Maria-Theresia-Straße, Reinmodisstraße, Theophanostraße und Von-Manderscheid-Straße.